# Conexion Latina
Conexion Latina est un groupe de jazz afro-cubain/salsa formé en Allemagne en 1980 par le tromboniste Rudi Fuesers avec des musiciens d'Amérique Latine (Colombie, Cuba, Jamaïque, Pérou, Porto Rico, Venezuela). 
Parmi les musiciens qui ont joué avec le groupe figurent Benny Bailey, Dusko Goykovich, Larry Harlow, Nicky Marrero, Bobby Shew et Bobby Stern. Et parmi les producteurs/arrangeurs : Oscar Hernández, Alberto Naranjo et Marty Sheller. Label : Enja Records.

## Discographie
- 1984 : Calorcito

1. Cantando La Melodia 	3:21
2. Calorcito 	5:04
3. Bomba Puertoriquena 	5:44
4. Como El Viento 	7:05
5. Tirate 	3:17
6. Despacito 	7:24
7. Como Volver A Ternerte 	7:05
8. Latin Groove

- 1986 : Un Poco Loco

1. Rumba De Las Cajas 	6:00
2. Salsa Jazz 	7:01
3. Escucha Una Voz Latina 	7:30
4. Asi Es La Vida 	5:31
5. La Yumba 	4:47
6. Total 	4:12
7. Un Poco Loco 	7:25

- 1992 : Mambo 2000

1. Mambo 2000 Composed By,; Arrangements : José Febles 4:32
2. Charibe-Cha Composed By,; Arrangements : José Febles 6:42
3. Mai Gel; Arrangements : José Febles; Composé par : Tite Curet Alonso 6:14
4. Bubba And The Whale Composed By,; Arrangements : Marty Sheller 6:56
5. Euro Salsa; Arrangements : José Febles; Composé par : Tite Curet Alonso 7:13
6. Setembro; Arrangements : Richard Laughlin; Composé par : Ivan Lins 5:22
7. No Te Imaginas; Arrangements : Luis García; Composé par : Anthony Martinez (5) 9:24
8. Naima; Arrangements : Richard Laughlin; Composé par : John Coltrane 10:29
9. Penar; Arrangements : Oscar Hernandez; Composé par : Tite Curet Alonso

- 1996 : La Coxexion

1. Llegué A La Cima	5:27
2. Maravilla De Son	5:49
3. La Clave	7:25
4. La Conexión	5:33
5. Yo Quiero Tambièn	5:59
6. Palmira	9:02
7. Ritmo International	8:02
8. Atacando	5:48
9. Fiesta De Despedida	6:45

- 2001 : Mambo Nights

1. Mambo Nights (O. Hernández) - 3:51
2. Hace Rato (R. Hernández) - 5:29
3. Flotando en el Aire  (A. Martínez) - 7:59
4. Felicidad (H. Martínez) - 7:06
5. Lotus Blossom (K. Dorham) - 5:00
6. Zapata (J. Plaza) - 5:35
7. Mambo a la Mintzer (A. Naranjo) - 5:14
8. Fiesta De Soneros (A. Martínez) - 5:24
9. Alna's Connexus (A. Naranjo) - 6:15